# قرش إيزو القطي
قرش إيزو القطي "Scyliorhinus tokubee" (بالإنجليزية: Izu Cat shark)‏ هو قرش قطي ينحصر انتشاره في بحار اليابان، وتحديداً المناطق الشمالية الغربية من المحيط الهادي. يعتبر هذا القرش من الحيوانات البيوضة، وهو من القروش الغير مؤذية. تم تناسل القرش في حوض شيمودا الطافي في اليابان.